# 메갈로복스
메갈로복스(Megalobox, 일본어: メガロボクス)는 일본 애니메이션 TV 시리즈이다. 이 시리즈는 TMS 엔터테인먼트와 그 자회사 3xCube가 제작 및 애니메이션을 제작했으며, 그의 첫 감독 작품인 모리야마 요가 감독을 맡았다. 메갈로복스는 복싱 만화 내일의 죠의 50주년을 기념하여 제작되었다. 복서들이 외골격을 착용하고 싸우는 21세기 후반 일본을 배경으로 한 이 이야기는 챔피언 유리를 물리치기 위해 메갈로니아라는 복싱 대회에 참가하기로 결정한 자신의 링 이름 정크 독으로만 알려진 지하 전사에 초점을 맞추고 있다.
이 시리즈는 2018년 4월 6일부터 6월 29일까지 일본에서 방송되었으며 크런치롤에서 동시방송되었다. 이 시리즈는 비즈 미디어의 영어 버전 라이선스를 받았으며 2018년 12월 미국 어덜트 스윔의 투나미 프로그래밍 블록에서 방영되기 시작했다. 메갈로복스 2: 노마드(Megalobox 2: Nomad)라는 제목의 두 번째 시즌이 2021년 4월 4일부터 6월 27일까지 방영되었다.